# Військово-морські сили Бельгії

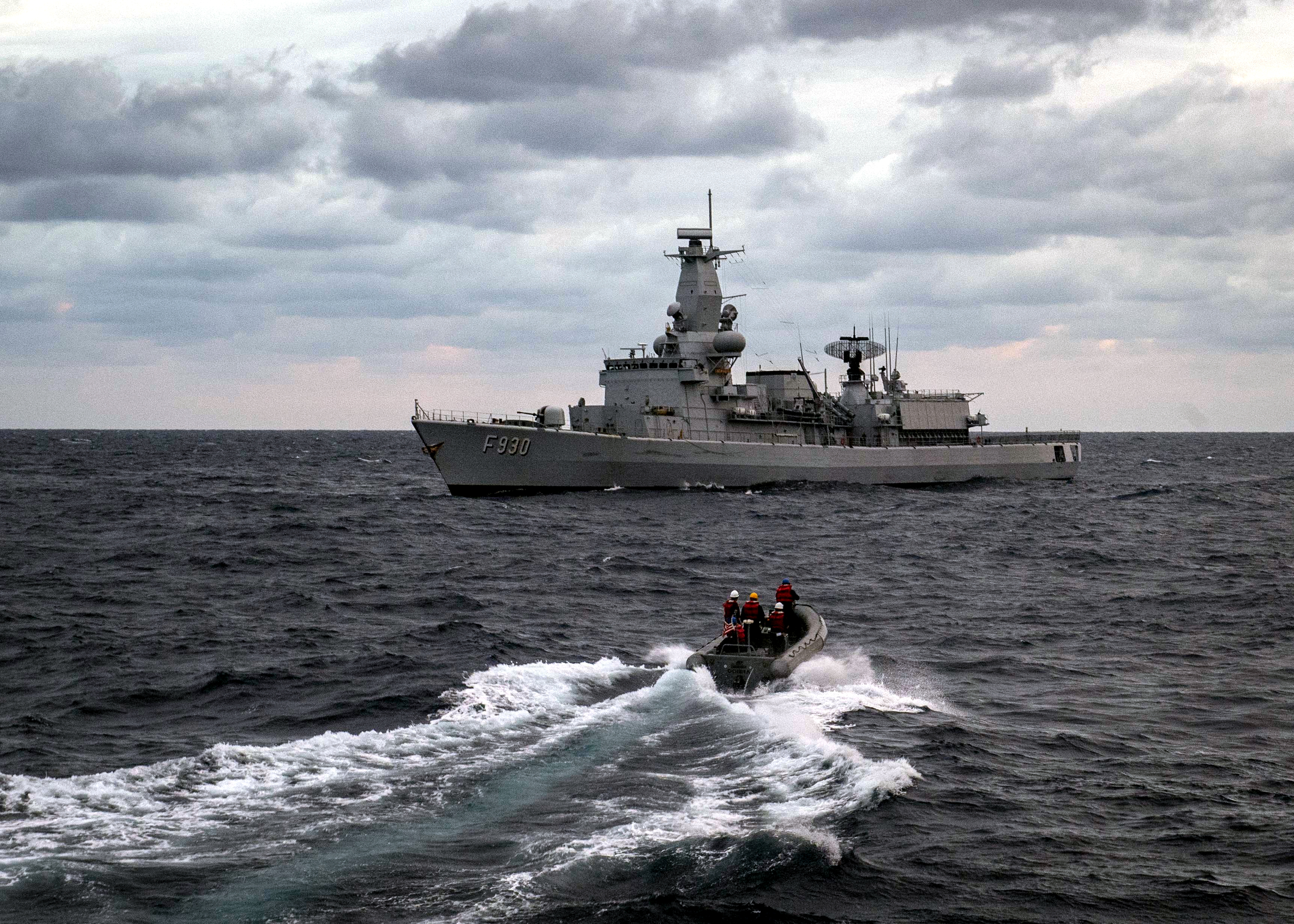
Бельгійський фрегат «Леопольд I» (F930) в Атлантичному океані під час участі у Standing NATO Maritime Group 1 (2019).

Військово-морський компонент Збройних сил Бельгії (нід. Marinecomponent van de Belgische Defensie) — назва військово-морських сил Збройних сил Бельгії з 2000 року.
Окрім Військово-морського компонента, Збройні сили складаються з:
- Повітряно-космічного компонента
- Медичного компонента
- Сухопутного компонента
- Кіберкомандування

Головна база бельгійського флоту знаходиться в Зебрюгге на військово-морській базі Зебрюгге; також є бази в Сінт-Крейс (Брюгге), Антверпені та Остенде. Частина бельгійського морського штабу розміщена на нідерландській військово-морській базі в Ден-Гелдері під командуванням адмірала Бенілюксу.

## Історія

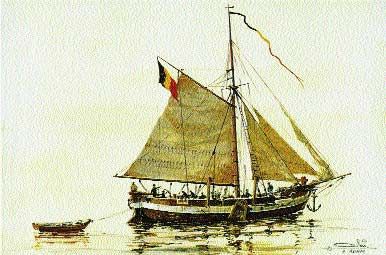
Канонерський човен Бельгійського Королівського флоту, 1831 рік

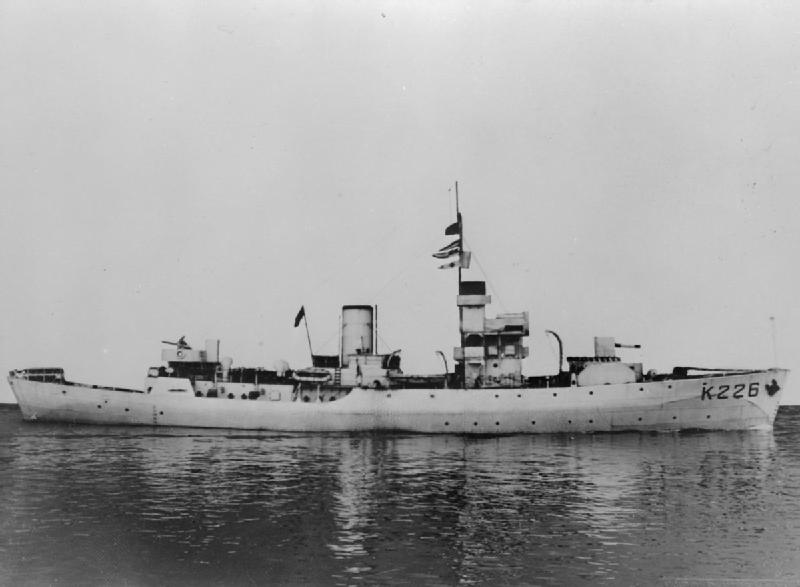
HMS Godetia (1939-45)

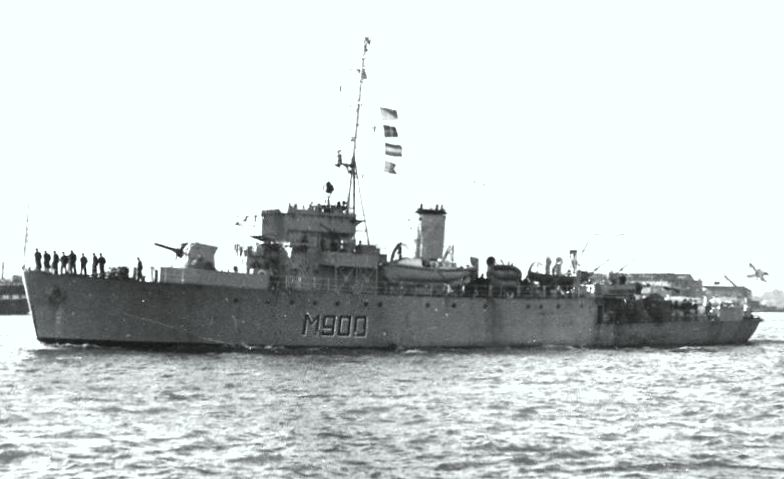
M900 Adrien de Gerlache (колишній HMS Liberty) класу «Алджерін»

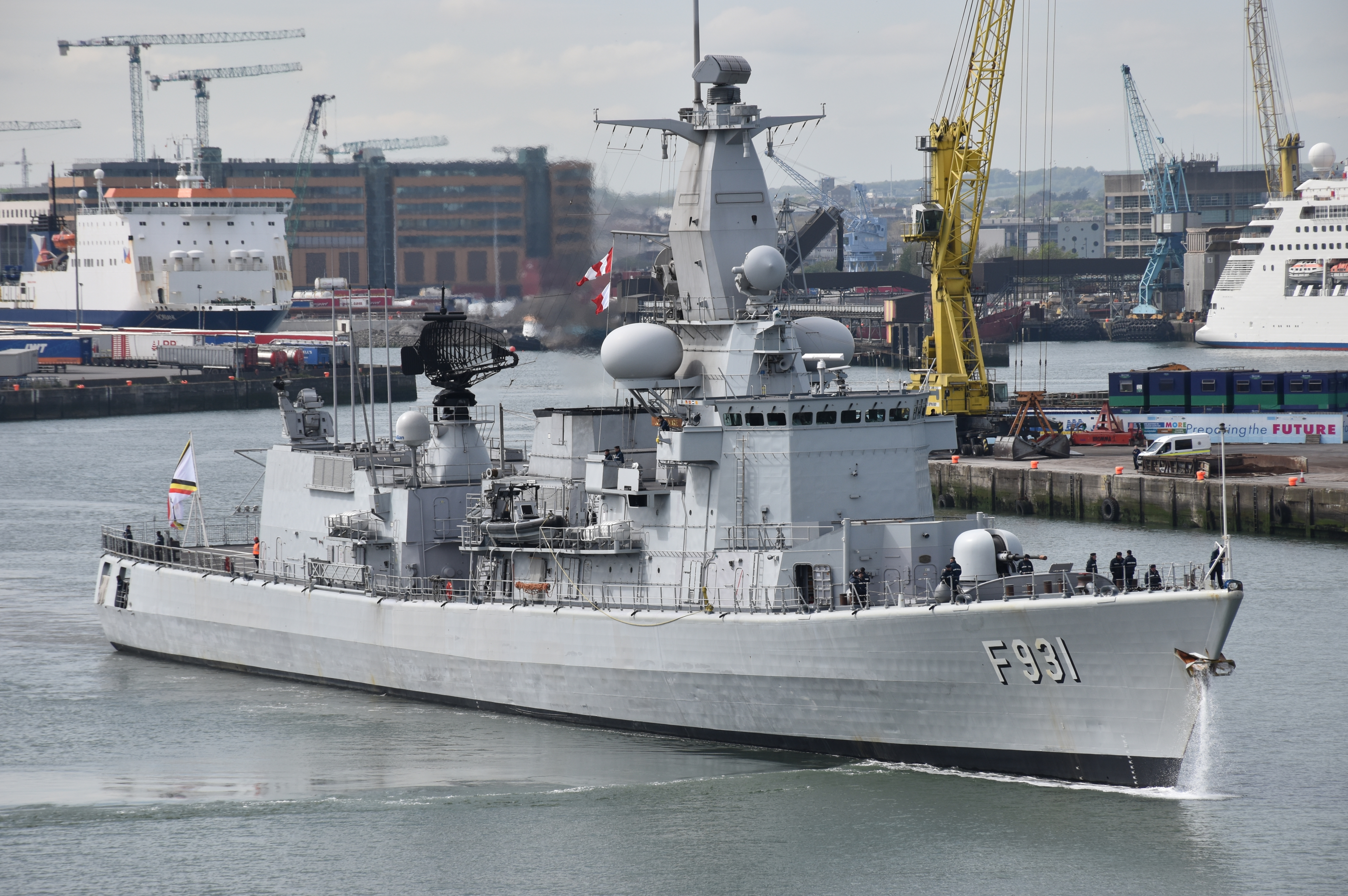
Фрегат «Луїза-Марія» (F931) у Дубліні

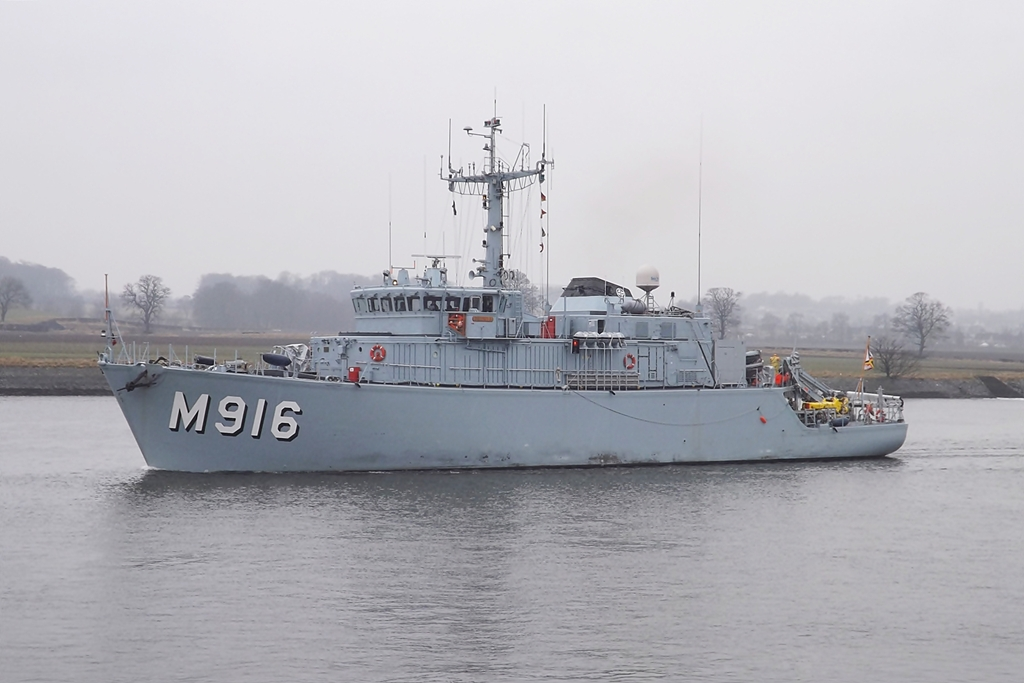
Тральщик «Белліс» (M916) класу «Трипартит»

### Королівський флот (1831–1862)
Під час Бельгійської революції у вересні 1830 року повстанці захопили більшу частину півдня Королівства Нідерландів. Цитадель Антверпена та кілька фортів на Шельді залишилися під контролем Нідерландів, а постачання здійснювалося річкою. Також гирло Шельди було заблоковане, що зупинило торгівлю з портом Антверпена та значно скоротило торгівлю з портом Гента.
15 січня 1831 року Національний конгрес затвердив бюджет на перше півріччя 1831 року. Стаття 11 цього рішення виділила 250 000 флоринів на «військово-морський флот». Ці кошти були призначені не для створення військово-морських сил, а для виплати передбаченої законом премії у 18 флоринів за тонну судновласникам, які спускали на воду нові судна водотоннажністю понад 500 тонн. На момент ухвалення рішення морське відомство не мало власних кораблів та матросів.
Під час захоплення цитаделі Антверпена у 1832 році під командуванням французького маршала Жерара було захоплено вісім канонерських човнів. Їх було передано Королівському флоту.
З 1834 року Королівський флот надавав екіпажі судновласникам або самостійно оснащував кораблі для відновлення бельгійського морського судноплавства та торговельних відносин з колоніями. Так, у 1835 році флот оснастив трищогловий корабель Le Robuste, який зазнав кораблетрощі біля узбережжя Алжиру на шляху до Єгипту. Того ж року кутер L'Éclair був оснащений флотом і здійснив комерційний рейс до Алжиру. У 1836 році військові матроси увійшли до складу екіпажів двох торгових суден: трищоглового Le Météore (до Мальти та Алжиру) та брига La Caroline (до Бразилії).

### Державний флот (1862–1914)
У 1862 році уряд вирішив розпустити Королівський флот і створив Державний флот, більш відомий як Корпус моряків і торпедистів.
На початку Першої світової війни (1914–1918) Бельгія не мала військово-морського флоту, оскільки її кораблі стали мішенями для німецьких підводних човнів та мін. Тоді армія відкликала професійних моряків з фронту і розмістила їх на французьких кораблях.

### Міжвоєнний період (1918–1939)
Наприкінці війни Бельгія отримала від союзників 11 торпедних катерів та 26 тральщиків. Це були захоплені у німців кораблі, що стало можливим завдяки Версальському договору. У 1923 році вона отримала в оренду від французького флоту панцерний крейсер «Д'Антркасто» як навчальне судно. Крейсер був позбавлений гармат та гвинтів і в лютому 1927 року повернутий французам. У 1927 році Корпус моряків і торпедистів був розформований з бюджетних причин.

### Новий флот з 1940 року
Коли у 1940 році розпочалася Друга світова війна, Бельгія все ще не мала військово-морського флоту. Його було швидко створено, залучивши для цього особовий склад. Головним завданням новоствореного морського корпусу було виявлення та знищення мін у бельгійських прибережних водах. Пізніше він також співпрацював з французьким флотом і брав участь в евакуації з Бельгії та французького Дюнкерка. Однак 25 червня 1940 року її кораблі були затримані в Іспанії. Лише одному кораблю (P16) вдалося втекти та дістатися до Великої Британії.
Під час Другої світової війни була створена Бельгійська секція Королівського флоту. Цей підрозділ забезпечував екіпажами два корвети (HMS Buttercup та HMS Godetia), флотилію тральщиків та кілька патрульних суден. Бельгійська секція Королівського флоту існувала до 1946 року.

### Після Другої світової війни
Після 1945 року уряд вирішив зберегти флот і поставив перед ним такі завдання:
- Розмінування територіальних вод
- Контроль торгових суден, що заходять у порти
- Рибоохорона
- Порятунок на морі
- Охорона узбережжя

Після 1945 року флот був оснащений кораблями, отриманими від союзників. Завдяки цьому Бельгія отримала свій перший справжній флот. Це були переважно тральщики американського виробництва та корвети британського класу «Алджерін». Пізніше до них були додані кораблі бельгійського виробництва.
1 лютого 1946 року уряд указом регента від 30 березня 1946 року створив Військово-морські сили.
У 1970-х та 1980-х роках флот пройшов програму модернізації. До нього були додані фрегати класу «Вілінген» та тральщики класу «Трипартит». У 1990-х роках флот також зазнав скорочень та реформ у рамках оборонних планів, і нові кораблі більше не будувалися. Усі тральщики були виведені з експлуатації, а чотири фрегати замінили двома вживаними нідерландськими М-фрегатами класу «Карел Доорман». Йдеться про Hr.Ms. Karel Doorman, переданий 29 березня 2007 року, та Hr.Ms. Willem van der Zaan, переданий 8 квітня 2008 року. У бельгійській службі ці кораблі отримали назви «Леопольд I» (F930) та «Луїза-Марія» (F931). Незважаючи на це, флот продовжував брати участь у численних закордонних операціях.
У 2000 році Військово-морські сили були перейменовані на Військово-морський компонент. Це стало прямим наслідком Єдиної структури (стратегічний план 2000–2015), введеної за наказом міністра оборони Андре Флао.
У 2005 році Військово-морський компонент відсвяткував своє 60-річчя в присутності короля Альберта II.

## Організація флоту
Військово-морський компонент складається з таких частин:
- Штаб-квартира ВМС (Ден-Гелдер)
- Логістичний центр ВМС (Зебрюгге)
- Центр компетенції ВМС
- Авіабаза ВМС (Остенде)
- Флот (Зебрюгге)

## Завдання флоту
Поточні завдання Військово-морського компонента:
- Знищення вибухових речовин (на морі)
- Порятунок на морі
- Надання підтримки поліції та митниці (на морі)
- Пошук затонулих кораблів
- Надання гіпербаричного медичного центру (декомпресійні камери)
- Контроль територіальних вод та виключної економічної зони
- Контроль забруднення на морі
- Гуманітарні операції
- Надання підтримки дипломатії та зовнішній торгівлі
- Забезпечення бельгійської присутності на морі
- Участь в операціях у рамках НАТО та ООН

## Список операцій
- 1950–1954: Транспортування бельгійських та люксембурзьких добровольців до Кореї
- 1954: Репатріація бельгійського експедиційного корпусу з Кореї
- 1960: Незалежність Бельгійського Конго; майже весь флот був на місці
- 1968: Багатонаціональна операція з розмінування між Бельгією, Францією, Німеччиною та Великою Британією
- 1987–1988: Оп. Octopus та Calendar: війна Іран–Ірак
- 1990–1991: Оп. Southern Breeze: вторгнення Іраку в Кувейт
- 1992–1994: Оп. Equator Kiss: гуманітарна допомога Сомалі
- 1992–1994: Участь у миротворчих операціях у колишній Югославії
- 1995–1996: Оп. Southern Breeze II: контроль ембарго проти Іраку
- 1998: Оп. Southern Breeze III: контроль ембарго проти Іраку
- 1998: Оп. Open Spirit: Балтійське море
- 1999: MCM Адріатичне море & Ембарго Оп. Allied Force
- 1999 & 2000: Балтійське море MCM Оп. MCOPLAT
- 2001: Active Endeavour I, після терактів 11 вересня в США. Перша операція НАТО за статтею 5. «Війна з тероризмом».
- 2003: West Shark: масштабні операції проти наркотиків у Карибському басейні
- 2004: Active Endeavour: патрулювання в Середземному морі проти терористичної діяльності
- 2008: Оп. UNIFIL що складалася з Maritime Interdiction Operations (MIO) та завдань з охорони в Середземному морі біля узбережжя Лівану
- 2009–2014: Участь в операції «Аталанта» в районі Африканського Рогу
- 2014: Участь у місії НАТО в Балтійських водах для підтримки країн-членів НАТО під час російсько-українського конфлікту
- 2015: Участь в європейській місії «Тритон» у Середземному морі для порятунку біженців на човнах
- 2015: Участь у TF 473 з французькою авіаносною групою «Шарль де Голль» у боротьбі проти ІДІЛ

## Список поточних кораблів
Наступні кораблі становлять флот Бельгії. У період з 2025 по 2031 рік до флоту мають приєднатися два нові фрегати, шість нових тральщиків та одне нове патрульне судно, першими з яких стануть тральщики M940 Остенде та M941 Турне у 2025 та 2026 роках. Королівський морський кадетський корпус має власний флот, до якого, зокрема, входить V902 Ліберасьйон.
| Клас                             | Назва            | В експлуатації з                                       | Фото | Водотоннажність (тонн) | Довжина (метрів) | Швидкість (вузлів) |
| -------------------------------- | ---------------- | ------------------------------------------------------ | ---- | ---------------------- | ---------------- | ------------------ |
| Фрегат (клас «Карел Доорман»)    | F930 Леопольд I  | 31 травня 1991 (Нідерланди) 29 березня 2007 (Бельгія)  |      | 2800                   | 122              | 30                 |
| Фрегат (клас «Карел Доорман»)    | F931 Луїза-Марія | 28 листопада 1991 (Нідерланди) 8 квітня 2008 (Бельгія) |      | 2800                   | 122              | 30                 |
| Тральщик (клас «Трипартит»)      | M916 Белліс      | 13 серпня 1986                                         |      | 536                    | 51,5             | 12                 |
| Тральщик (клас «Трипартит»)      | M917 Крокус      | 3 вересня 1986                                         |      | 536                    | 51,5             | 12                 |
| Тральщик (клас «Трипартит»)      | M921 Лобелія     | 3 лютого 1988                                          |      | 536                    | 51,5             | 12                 |
| Тральщик (клас «Трипартит»)      | M924 Примула     | 20 грудня 1990                                         |      | 536                    | 51,5             | 12                 |
| Тральщик (клас «Вліссінген»)     | M940 Остенде     | серпень 2025                                           |      | 2800                   | 82               | 15                 |
| Тральщик (клас «Вліссінген»)     | M941 Турне       | січень 2026                                            |      | 2900                   | 82               | 15                 |
| Патрульний катер (клас «Кастор») | P901 Кастор      | 10 липня 2014                                          |      | 455                    | 54               | 21                 |
| Патрульний катер (клас «Кастор») | P902 Поллукс     | 6 травня 2015                                          |      | 455                    | 54               | 21                 |
| Буксир                           | A952 Весп        | 1959                                                   |      | 180                    | 26               | 10                 |
| Буксир                           | A955 Мір         | 1962                                                   |      | 193                    | 26               | 10,5               |
| Дослідницьке судно               | RV Бельгіка      | 15 грудня 2021                                         |      | 1200                   | 71               | 13                 |